# Silmarillion
Silmarillion (v izvirniku angleško The Silmarillion) je zbirka mitsko-poetskih del J. R. R. Tolkiena), ki jih je leta 1977, že po pisateljevi smrti, v obliki ene knjige (in s pomočjo Guya Gavriela Kaya) uredil in objavil njegov sin Christopher Tolkien.
Po uspehu Hobita in pred objavo Gospodarja prstanov, je založnik Tolkiena prosil za nadaljevanje Hobita in Tolkien jim je poslal grobi osnutek Silmarilliona, vendar pa je zaradi nesporazuma založnik predlog, ne da bi ga v celoti prebral, zavrnil, tako da je Tolkien začel z delom »Dolgo Pričakovana Zabava«, prvo poglavje dela, ki ga je Tolkien takrat imenoval »nova zgodba o hobitih«, pozneje pa je postal Gospodar prstanov.
Silmarillion je v slovenščino prevedel Uroš Kalčič.

## Vsebina
Delo Silmarillion je sestavljeno iz petih med seboj zelo različnih delov. Prvi del, Ainulindalë, pripoveduje zgodbo o nastanku sveta Eä (»sveta, ki je«). Drugi del, Valaquenta, opisuje Valarje in Maiarje, nadnaravne sile oz. bitja v tem svetu. Tretje poglavje, Quenta Silmarillion, ki je tudi daleč najobsežnejši del knjige, podaja zgodovino dogodkov pred in med Prvim vekom, vključno z vojnami za Silmarile (neprecenljive vilinske dragulje, ki si jih je prisvojil Morgoth), po katerih je knjiga tudi dobila svoj naslov, in izgonom Morgotha iz Arde, s čimer se je končal Prvi vek. Četrti del, Akallabêth, se nanaša na zgodovino razpada kraljestva Númenor in njegovih prebivalcev, ki poteka v Drugem veku. Peti in zadnji del, O prstanih moči in Tretjem veku, pa je kratek opis dogodkov in okoliščin, ki so vodili do dogajanja, opisanega v Gospodarju prstanov.
Pet delov Silmarilliona so bila najprej popolnoma ločena dela, vendar je sin Christopher upošteval pisateljevo izrecno želijo, naj se objavijo skupaj. Ker pa je J. R. R. Tolkien umrl, preden je končal s pregledom in eventuelnimi popravki in izboljšavami raznoraznih legend, je Christopher zbral gradivo iz očetovih starejših spisov, da je zapolnil knjigo. V nekaj primerih je to pomenilo, da si je moral izmisliti in oblikovati popolnoma nov material, da je zaprl vrzeli in neskladja v pripovedi.
Skupaj z drugimi Tolkienovimi deli Silmarillion tvori obsežno (četudi nedokončno) pripoved, ki opisuje univerzum, v katerem obstajajo svetovi Valinor, Beleriand, Númenor in Srednji svet, v katerem se odvijata roman Hobit in trilogija Gospodar prstanov.